# Vladímir Shamánov
Coronel General Vladimir Shamanov, militar ruso (n. el 15 de febrero de 1957 en la ciudad de Barnaul del Territorio de Altái, Federación Rusa).

## Biografía
Nació el 15 de febrero de 1957 en la ciudad de Barnaul del Territorio de Altái. Se graduó de la Escuela Superior de Fuerzas Aerotransportadas de Riazán (RHACS) en 1978 y sirvió en las VDV fuerzas aerotransportadas en las siguientes posiciones:
Desde 1978 - jefe de una batería de artillería autopropulsada independiente perteneciente a la 76.ª División Aerotransportada de la Guardia.
Desde 1979 - comandante de una compañía de cadetes de la Escuela de la VDV de Riazan; en 1984-1986, comandante de un batallón del 104.º Regimiento Paracaidista, perteneciente a la 76.º División Aerotransportada de la Guardia.
Tras graduarse en 1989 en la Academia Militar Frunze, continuó su carrera dentro de las fuerzas aerotransportadas en las siguientes posiciones:
De junio de 1989-junio de 1990 fue comandante del 300.ª regimiento paracaidista de la 98.ª División Aerotransportada de la Guardia; a partir de junio de 1990 es transferido con la misma posición al 328 Regimiento Paracaidista perteneciente a la 104.ª División Aerotransportada de la Guardia. Desde julio de 1994 a septiembre de 1995 fue Jefe de personal de la 7.ª división aerotransportada de la Guardia.
Después de graduarse en 1998 de la Academia Militar del Estado Mayor General de las Fuerzas Armadas de Rusia pasa a ser jefe adjunto de Estado Mayor / Primer 1.er Ejército de Armas Combinado sito en el Distrito Militar de Moscú, y desde agosto de 1999 como el comandante del Ejército del Distrito Militar del Cáucaso Norte.
De 2001 a 2004 fue Jefe de la Administración de la Región de Uliánovsk.
En noviembre de 2004 se retiró de la carrera militar y fue nombrado Asistente del Presidente del Gobierno de la Federación Rusa.
De 2006 a 2007 fue el asesor del Ministro de Defensa de la Federación Rusa.
En noviembre de 2007 regresó a la carrera militar, siendo designado como Jefe de la Administración Principal de entrenamiento para el combate y del Servicio de tropas de las Fuerzas Armadas de la Federación Rusa.
Por decreto del Presidente de la Federación Rusa de 24 de mayo de 2009 fue nombrado como general en jefe de las Fuerzas Aérontransportadas de la Federación Rusa.
Héroe de la Federación de Rusia (1999).

## Condecoraciones
Condecorado con la Orden de San Jorge de cuarta clase (2008), las Órdenes de valor, «Para el servicio a la Patria en las Fuerzas Armadas de la URSS» del 3.er grado, «al Medalla al Mérito Militar" y muchas medallas. Fue galardonado especialista militar. Además fue nombrado Héroe de la Federación de Rusia (1999).
Tiene estudios en Ciencias Sociológicas.